# Pygoctenucha harrisii
Pygoctenucha harrisii är en fjärilsart som beskrevs av Jean Baptiste Boisduval 1869. Pygoctenucha harrisii ingår i släktet Pygoctenucha och familjen björnspinnare. Inga underarter finns listade.